# Viêm mào tinh hoàn

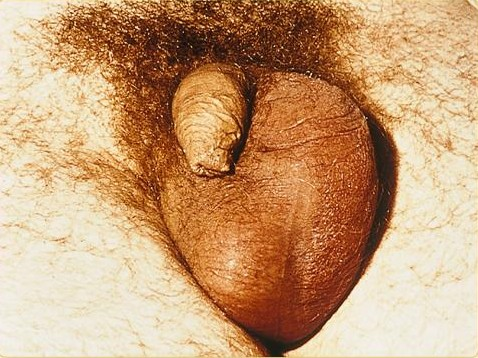
Viêm mào tinh hoàn

Viêm mào tinh hoàn là một tình trạng y tế đặc trưng với việc viêm của mào tinh hoàn, một cấu trúc cong ở phía sau của tinh hoàn. Bắt đầu có đau thường diễn ra trong một hoặc hai ngày. Cơn đau có thể cải thiện khi nâng tinh hoàn. Các triệu chứng khác có thể bao gồm sưng tinh hoàn, nóng rát khi đi tiểu hoặc đi tiểu thường xuyên. Viêm tinh hoàn thường cũng xảy ra cùng lúc.
Ở những người trẻ tuổi và hoạt động tình dục thường xuyên, bệnh lậu và chlamydia  là nguyên nhân cơ bản. Ở nam giới và nam giới lớn tuổi có quan hệ tình dục với nam, vi khuẩn đường ruột của nam giới là phổ biến. Chẩn đoán thường dựa trên các triệu chứng. Các điều kiện có thể dẫn đến các triệu chứng tương tự bao gồm xoắn tinh hoàn, thoát vị bẹn và ung thư tinh hoàn. Siêu âm có thể hữu ích nếu chẩn đoán không rõ ràng.
Điều trị có thể bao gồm thuốc giảm đau, NSAID và nâng cao tinh hoàn. Kháng sinh được khuyên dùng ở những người trẻ tuổi và hoạt động tình dục là ceftriaxone và doxycycline. Trong số những người lớn tuổi ofloxacin có thể được sử dụng. Biến chứng bao gồm vô sinh và đau mãn tính. Những người từ 15 đến 35 tuổi thường bị ảnh hưởng nhất với khoảng 600.000 người trong độ tuổi này bị viêm mào tinh hoàn mỗi năm ở Hoa Kỳ.